# Microregione di Itamaracá
Itamaracá è una microregione dello Stato del Pernambuco in Brasile, appartenente alla mesoregione Metropolitana do Recife.
È una suddivisione creata puramente per fini statistici, pertanto non è un'entità politica o amministrativa.

## Comuni
Comprende 4 comuni:
- Araçoiaba
- Igarassu
- Itamaracá
- Itapissuma